# 大島りえ
大島 りえ（おおしま りえ）は、日本のアニメーター。葦プロダクションを経て、フリーランスとしてテレビシリーズ・CM等のアニメーション作品に参加。現在は有限会社メビウス・トーン所属。NHK「おじゃる丸」では第1話からアニメーターとして参加し、現在ではオープニングとエンディングアニメーションを担当。

## 参加作品

### テレビシリーズ
- 魔法のプリンセスミンキーモモ（動画）
- 宇宙戦士バルディオス[1]（動画）
- 戦国魔神ゴーショーグン（動画）
- 超獣機神ダンクーガ（原画）
- ピーターパンの冒険(原画)
- ジャングルブック・少年モーグリ（原画）
- 夢見るトッポ・ジージョ（1988年、原画）
- まんが日本昔ばなし「茗荷と女房」「だんだらぼっち」「人まねじいさん」「ほていさん」「栗の木坂のきつね」「虹の嫁」「ねことねずみ」（1991−、作画)
- 死ぬが一ツ生きるが一ツ（1994年、演出・絵コンテ・作画・キャラクターデザイン等）
- 忍者ハットリくん（原画）
- つる姫じゃ〜！（1990年、原画）
- クマのプー太郎（1995-1996年、作画監督）
- どろろんぱっ！（作画）
- 忍ペンまん丸（原画）
- ヨシモトむちっ子物語（原画）
- 逮捕しちゃうぞ（1996-1997年、原画）
- こどものおもちゃ（1996年-1998年、原画）
- ドラえもん のび太の南海大冒険（1998年、原画）
- クジラの跳躍（原画）
- パニポニ（原画）
- NHK「おかあさんといっしょ」やんちゃるモンちゃ（原画・作監等）
- 3丁目のタマ うちのタマ知りませんか? 第2期（キャラクターデザイン）
- おじゃる丸（1998年-放映中、原画）
- おじゃる丸　エンディング（1・7・8・9・11・12・17・18・19・20・21・22・23・24・25・26・27各期、絵コンテ・演出・作画）
- くるねこ（2009年-、キャラクターデザイン[2]・作画監督・原画）
- 毎日かあさん（2009-2012年、原画）
- ポヨポヨ観察日記（2012年、キャラクターデザイン[3]・作画監督・原画）
- 花のずんだ丸（2013年、全原画・全美術）
- ヘタリア The Beautiful World（2013年、原画）
- DD北斗の拳2（2015年、OP絵コンテ・演出・原画、絵コンテ）
- 信長の忍び　OP（絵コンテ・作画）
- 臨死!!江古田ちゃん（作画・作監）
- 妖怪学校の先生はじめました!（2025年、原画）

### その他(CM等)
- 講談社ビデオ　ブルーナのおはなしちえあそび「あけてごらん」「お手紙書いたら」等
- スーパーマリオCM「NOMURA TOY スーパーマリオワールド　それいけヨッシー」（1991年、作画）
- より道ドックポチャッコ　サンリオビデオ（1993年、全原画・作監）
- フルタイムロッカーCM（2008年、作画）

- シュガーバニーズ２「恋するパティシエ」DVD特典（絵コンテ・作画）